# علی‌آباد (خرم‌آباد، جنوب)
علی‌آباد روستایی از توابع بخش سکوند شهرستان خرم‌آباد در استان لرستان ایران است. ساکنین از طایفه مختوا، ایل عالیخانی، از لرهای سکوند هستند.

## جمعیت
این روستا در دهستان ازنا قرار دارد و براساس سرشماری مرکز آمار ایران در سال ۱۳۸۵، جمعیت آن ۵۸۵ نفر بوده است.